# Avenida Escola Politécnica
A Avenida Escola Politécnica é uma importante via da zona oeste da cidade de São Paulo. Com cerca de 6.200 metros e canteiro central arborizado em toda sua extensão, a avenida é responsável, em seus primeiros 2.200 metros, por marcar a divisa dos distritos do Butantã e do Jaguaré, enquanto nos 4.000 metros restantes, ela corta todo o distrito do Rio Pequeno.
Foi inaugurada em meados dos anos 90 durante a gestão prefeito Paulo Maluf. Ela foi construída visando facilitar a ligação entre as marginais Pinheiros e Tietê e a Rodovia Raposo Tavares, não necessitando mais de que os carros passassem pelas regiões de Pinheiros e Butantã. A via recebeu esse nome em homenagem à Escola Politécnica da Universidade de São Paulo (USP), localizada na Cidade Universitária Armando de Salles Oliveira, que possui um de seus acessos junto à avenida.
Em 20 de junho de 2014, foi inaugurado um trecho de ciclovia no canteiro central da avenida, ligando o entroncamento da Avenida Corifeu de Azevedo Marques à Portaria 2 da USP. Já em 23 de setembro de 2014, foi inaugurada a ciclovia na pista local da mesma, no trecho que segue do campus da USP (Cidade Universitária) até a Rodovia Raposo Tavares. Uma curiosidade, nesse caso, é que 700 metros desse trecho foram construídos em cima de uma calçada, tendo árvores e postes no meio do trajeto. Segundo a CET, a ciclovia foi projetada do lado direito da pista por causa de um córrego presente em uma parte do canteiro central da via.